# Fawzi Moussouni
Fawzi Moussouni (Algeri, 4 agosto 1972) è un allenatore di calcio ed ex calciatore algerino, di ruolo attaccante.

## Caratteristiche tecniche
Poteva essere impiegato come punta centrale, ala sinistra o trequartista.

## Carriera

### Giocatore

#### Club
Dopo aver militato nelle giovanili dell'Alger, nel 1992 è passato al CR Belouizdad. Con il club biancorosso ha vinto la Coppa d'Algeria 1995. Nel 1995 è tornato all'Alger. Nel 1997 si è trasferito allo JS Kabylie, club con cui ha vinto due Coppe CAF. Nel 2001 si è trasferito al Créteil, club della seconda divisione francese. Nel 2003 è passato allo NA Hussein Dey. Nella stagione 2003-2004 ha militato nell'JS El Biar. Nel 2004 è tornato allo JS Kabylie. Nel 2005 ha firmato un contratto con l'OMR El Annasser. Nella stagione 2008-2009 ha giocato per l'USM Bel Abbès. Nell'estate 2009 è passato allo JSM Skikda. Ha concluso la propria carriera nel 2011, dopo aver militato per una stagione e mezzo nell'USO Amizour.

#### Nazionale
Ha debuttato in Nazionale il 3 novembre 1995, nell'amichevole Algeria-Mauritania (4-0), subentrando a Abdelaziz Guechir al minuto 60. Ha partecipato, con la Nazionale, alla Coppa d'Africa 2000. È sceso in campo, inoltre, nelle qualificazioni al mondiale 2002. Ha collezionato in totale, con la maglia della Nazionale algerina, 12 presenze.

### Allenatore
Nella stagione 2012-2013 è il vice di Mourad Rahmouni al MO Béjaïa. Il 21 settembre 2013, in seguito all'esonero di Rahmouni, diventa allenatore ad interim del club neroverde. Mantiene l'incarico fino al successivo 26 settembre, per poi essere sostituito da Abdelkader Amrani. Nel luglio 2016 diventa vice di Rahmouni al MC Saïda. Il 9 febbraio 2017 rescinde il proprio contratto con il MC Saïda. Il successivo 13 febbraio viene ufficializzato il suo ingaggio come vice allenatore di Rahmouni al Kabylie. Il 28 settembre 2017 rescinde il proprio contratto. Nel novembre 2017 viene ingaggiato, sempre come vice di Rahmouni, dal MC El Eulma. Non viene riconfermato al termine della stagione. Il 20 agosto 2019 firma un contratto con il JS Azazga, mantenendo l'incarico fino al termine della stagione. Il 10 gennaio 2020 viene ufficializzato il suo ingaggio come tecnico del SCM Oran. Il 13 novembre 2020 viene sostituito da Zakaria Djebour.

## Statistiche

### Cronologia presenze e reti in nazionale
| Cronologia completa delle presenze e delle reti in nazionale ― Algeria | Cronologia completa delle presenze e delle reti in nazionale ― Algeria | Cronologia completa delle presenze e delle reti in nazionale ― Algeria | Cronologia completa delle presenze e delle reti in nazionale ― Algeria | Cronologia completa delle presenze e delle reti in nazionale ― Algeria | Cronologia completa delle presenze e delle reti in nazionale ― Algeria | Cronologia completa delle presenze e delle reti in nazionale ― Algeria | Cronologia completa delle presenze e delle reti in nazionale ― Algeria |
| Data                                                                   | Città                                                                  | In casa                                                                | Risultato                                                              | Ospiti                                                                 | Competizione                                                           | Reti                                                                   | Note                                                                   |
| ---------------------------------------------------------------------- | ---------------------------------------------------------------------- | ---------------------------------------------------------------------- | ---------------------------------------------------------------------- | ---------------------------------------------------------------------- | ---------------------------------------------------------------------- | ---------------------------------------------------------------------- | ---------------------------------------------------------------------- |
| 3-11-1995                                                              | Tunisi                                                                 | Algeria                                                                | 4 – 0                                                                  | Mauritania                                                             | Amichevole                                                             | -                                                                      | 60’                                                                    |
| 5-11-1995                                                              | Tunisi                                                                 | Tunisia                                                                | 2 – 0                                                                  | Algeria                                                                | Amichevole                                                             | -                                                                      |                                                                        |
| 4-11-1998                                                              | Sofia                                                                  | Bulgaria                                                               | 0 – 0                                                                  | Algeria                                                                | Amichevole                                                             | -                                                                      | 85’                                                                    |
| 20-1-2000                                                              | Cotonou                                                                | Burkina Faso                                                           | 1 – 0                                                                  | Algeria                                                                | Amichevole                                                             | -                                                                      | 60’                                                                    |
| 24-1-2000                                                              | Kumasi                                                                 | RD del Congo                                                           | 0 – 0                                                                  | Algeria                                                                | Coppa d'Africa 2000 - Gironi                                           | -                                                                      | 63’                                                                    |
| 29-1-2000                                                              | Kumasi                                                                 | Gabon                                                                  | 1 – 3                                                                  | Algeria                                                                | Coppa d'Africa 2000 - Gironi                                           | -                                                                      | 66’                                                                    |
| 2-2-2000                                                               | Kumasi                                                                 | Sudafrica                                                              | 1 – 1                                                                  | Algeria                                                                | Coppa d'Africa 2000 - Gironi                                           | -                                                                      | 57’                                                                    |
| 6-2-2000                                                               | Accra                                                                  | Camerun                                                                | 2 – 1                                                                  | Algeria                                                                | Coppa d'Africa 2000 - Quarti di finale                                 | -                                                                      | 51’                                                                    |
| 9-4-2000                                                               | Mindelo                                                                | Capo Verde                                                             | 0 – 0                                                                  | Algeria                                                                | Qual. Mondiali 2002                                                    | -                                                                      | 36’ 75’                                                                |
| 21-4-2000                                                              | Annaba                                                                 | Algeria                                                                | 2 – 0                                                                  | Capo Verde                                                             | Qual. Mondiali 2002                                                    | -                                                                      | 64’                                                                    |
| 16-6-2000                                                              | Annaba                                                                 | Algeria                                                                | 1 – 1                                                                  | Senegal                                                                | Qual. Mondiali 2002                                                    | -                                                                      | 43’                                                                    |
| 28-6-2000                                                              | Tunisi                                                                 | Tunisia                                                                | 2 – 2                                                                  | Algeria                                                                | Amichevole                                                             | -                                                                      | 46’                                                                    |
| Totale                                                                 |                                                                        | Presenze                                                               | 12                                                                     |                                                                        | Reti                                                                   | 0                                                                      |                                                                        |

## Palmarès

### Giocatore

#### Competizioni nazionali
- Coppa d'Algeria: 1

CR Belouizdad: 1994-1995

#### Competizioni internazionali
- Coppa CAF: 2

JS Kabylie: 2000, 2001